# 张仰渠
张仰渠（1922年10月—1998年），男，汉族，河南延津人，中国森林生态学家，曾任西北林学院教授，国务院学位委员会第二届学科评议组成员。